# 廖家樂
廖家樂（Liu Stephen Garlock，1992年5月18日—），生於澳洲悉尼，香港足球運動員，父親是香港人，母親是愛爾蘭人，司職左後衛，現時效力香港超級聯賽球隊港會。

## 球員生涯
父親是香港人，母親是愛爾蘭人，在澳洲和日本長大。
2013年1月，廖家樂轉投橫濱FC香港，但轉會後一直只能於預備隊出戰，只曾兩次入選一隊後備席。
2013年7月2日，廖家樂加盟南華，轉會費並未透露。

## 國際賽生涯
2011年，廖家樂入選香港U2128人長期訓練名單，備戰2013年東亞運及2014年亞運比賽。

## 外部連結
- 香港足球總會網站球員資料 （页面存档备份，存于）